# Spot: The Cool Adventure
Spot: The Cool Adventure es un videojuego de plataformas de 1992 desarrollado por Visual Concepts y publicado por Virgin Games para Game Boy. Es un port del juego de Nintendo Entertainment System, M.C. Kids. La versión para Game Boy se lanzó fuera de Europa y se localizó con el personaje de Cool Spot como Spot: The Cool Adventure.
La estructura del juego se basa en M.C. Kids, aunque la pantalla del mapa se parece mucho a Super Mario Bros. 3. Los golpes hacen que los jugadores pierdan salud. Además de evitar a los enemigos, Spot puede saltar o recolectar bloques para ayudarlo a alcanzar corazones en otras ubicaciones.